# Robert Spaemann
Robert Spaemann (né à Berlin le 5 mai 1927 et mort le 10 décembre 2018 à Stuttgart) est un philosophe allemand catholique.

## Biographie
Robert Spaemann étudie à l'université de Münster, où il obtient son habilitation en 1962. Il enseigne ensuite la philosophie, successivement à Stuttgart (de 1962 à 1968), à Heidelberg (de 1968 à 1972) et à Munich jusqu'à sa retraite en 1992.
Le philosophe s'intéresse principalement à l'éthique fondée sur le christianisme. Cela le conduit à se prononcer publiquement contre l'arme atomique, l'euthanasie et l'avortement et à développer une critique de l'utilitarisme. En 2006, il participe à la réunion de philosophes et de scientifiques organisée par le pape Benoît XVI à Castel Gandolfo au sujet de l'évolution (livre des résumés : Creazione ed evoluzione, Edizioni Dehoniane à Bologne).
Il écrit notamment dans les revues Communio et Catholica.
Jusqu'au 31 décembre 2016, Spaemann est membre de l'Académie pontificale pour la vie.

## Distinctions
- Officier des Palmes académiques
- Officier de l'ordre du Mérite de la République fédérale d'Allemagne
- Prix Karl-Jaspers (2001) de l'université de Heidelberg
- Ordre bavarois de Maximilien pour la science et l'art (2001)

## Ouvrages

### Publications en français
- Notions fondamentales de morale (trad. Stéphane Robilliard), Paris, Champs Flammarion, 1982.
- Bonheur et bienveillance. Essai sur l'éthique (trad. Stéphane Robillard), Paris, PUF, 1997.
- Collab., dans Claude Barthe (dir.), Reconstruire la liturgie, Paris, François-Xavier de Guibert, 1997.
- Collab., dans Christoph Schönborn (dir.), Création et évolution : une journée de réflexion avec Benoît XVI, Paris, Parole et Silence, 2007.
- Un philosophe face à la révolution. La pensée politique de Louis de Bonald (trad. Stéphane Robilliard), Paris, Hora Decima, 2008.
- Avec Stéphen de Petiville, Nul ne peut servir deux maîtres, Paris, Hora Decima, 2010.
- Les Personnes. Essai sur la différence entre « quelque chose » et « quelqu'un » (trad. Stéphane Robilliard), Paris, Cerf, 2010.
- Chasser le naturel ? (trad. Stéphane Robilliard), Paris, Presses universitaires de l'IPC, 2015.

### Publications en allemand
- (de) Die Frage Wozu, Munich, Piper-Verlag, 1981.
- (de) Das Natürliche und das Vernünftige. Essays zur Anthropologie, 1987.
- (de) Glück und Wohlwollen: Versuch über Ethik, Klett-Cotta, Stuttgart, 1989.
- (de) Personen, Klett-Cotta, Stuttgart, 1996.
- (de) Moralische Grundbegriffe, Munich, 1999.
- (de) Grenzen: Zur ethischen Dimension des Handelns, Klett-Cotta, Stuttgart, 2001.
- (de) avec Reinhard Löw, Natürliche Ziele: Geschichte und Wiederentdeckung des teleologischen Denkens, Stuttgart, Klett-Cotta, 2005.
- (de) avec Walter Schweidler (éds.), Ethik – Lehr- und Lesebuch. Texte, Fragen, Antworten, Klett-Cotta, Stuttgart, 2006.
- (de) Das unsterbliche Gerücht. Die Frage nach Gott und der Aberglaube der Moderne, Klett-Cotta, Stuttgart, 2007.
- (de) avec Rolf Schönberger, Der letzte Gottesbeweis, Pattloch, 2007.